# Смирнов, Владимир Сергеевич (футболист)
Влади́мир Серге́евич Смирно́в (1937) — советский футболист. Мастер спорта СССР.

## Карьера
Выступал за «Трактор» (Сталинград), СКА (Ростов-на-Дону), «Ростсельмаш», «Таврия».